# Filc

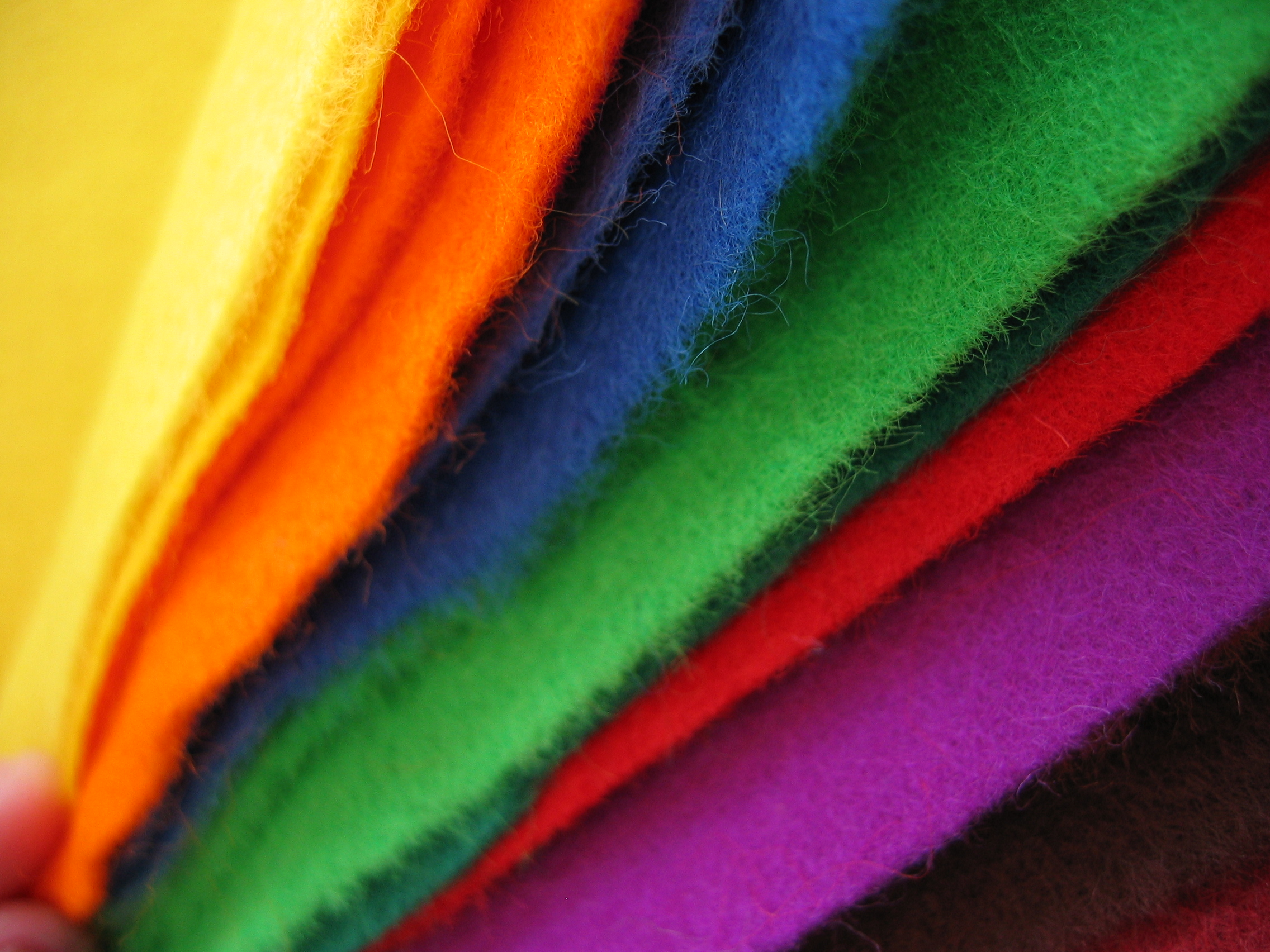
Kolorowy filc

Filc – wyrób włókienniczy otrzymywany przez spilśnianie tkanin, zwłaszcza wełnianych. Rozróżnia się dwa rodzaje filców: filce bite, uzyskiwane przez bezpośrednie folowanie włókien, oraz filce tkane, uzyskiwane przez folowanie powierzchni tkanin.
Zdolność wyrobów wełnianych do spilśniania jest jednocześnie ich wadą, ponieważ w trakcie użytkowania dochodzi do ich samoczynnego filcowania, co psuje walory estetyczne (zmienia się faktura tkaniny) i użytkowe (sfilcowany wyrób wełniany ma znacznie mniejsze wymiary).

## Otrzymywanie

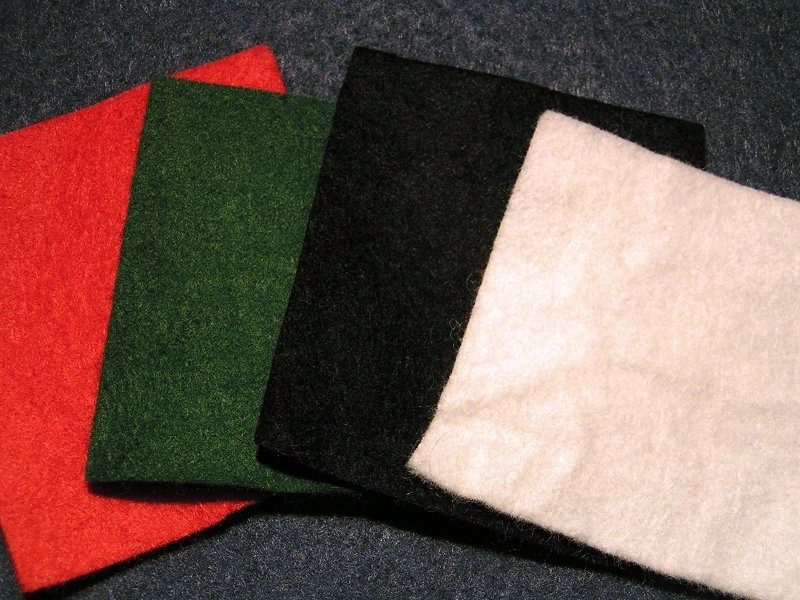
Próbki filcu

Surowcem do wytwarzania filcu może być wełna i sierść prawie wszystkich zwierząt hodowlanych oraz niektóre włókna sztuczne. Często do produkcji filców stosuje się mieszanki włókien naturalnych i sztucznych. Filce otrzymuje się w dwojaki sposób:
1. filce bite – przez spilśnianie warstwy włókien wełnianych (runa). Często wzmacnia się takie wyroby przez igłowanie, polegające na przebijaniu warstwy włókien specjalnie naciętymi igłami. Igły te, przechodząc przez runo, przeciągają pasma włókien, przeszywają i wzmacniają wyrób. Wyroby te nazywa się również filcami igłowanymi.
2. filce tkane – przez spilśnianie zewnętrznych warstw tkaniny wykonanej z wełny owczej, lam, sierści kóz i podobnych materiałów. W wyniku tego tkanina traci swoje dotychczasowe właściwości. Zanika struktura wewnętrzna tkaniny i tworzy się nowa, gęstsza, bardziej wytrzymała, elastyczna, miękka o doskonałych właściwościach termicznych i dźwiękochłonnych.

Produkuje się filce o grubościach od kilku milimetrów (wyroby odzieżowe), do kilku centymetrów (do zastosowań technicznych).

## Zastosowanie

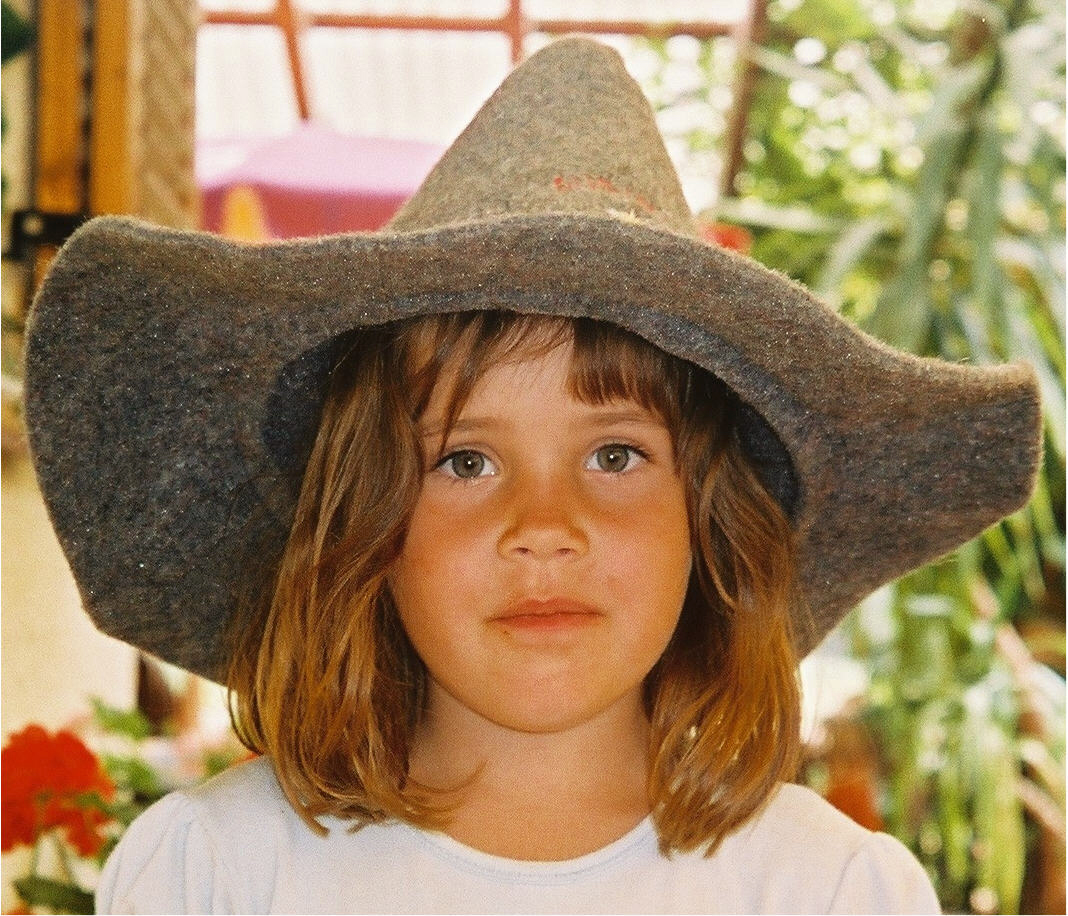
Tradycyjny filcowy kapelusz styryjski

Filce stosuje się do wyrobu kapeluszy, beretów, obuwia (walonek, pantofli domowych), wkładek do obuwia, różnego rodzaju tarcz polerskich, uszczelek, podkładek, wykładzin izolacyjnych i dźwiękochłonnych, na okleiny młoteczków klawiatur do pianin i fortepianów. Filc ma również szerokie zastosowanie w tapicerstwie. Wykorzystuje się go jako powłokę ochronną dla tkanin lub gąbek ze sprężynami, zapobiegając w ten sposób uszkodzeniom. Dodatkowo wygłusza dźwięk uginających się sprężyn. Na bocznych ścianach mebli osłania twardą płytę meblową, zapewniając komfort i wygodę użytkowania.

## Historia
Filc jest jednym z najstarszych wyrobów włókienniczych wytwarzanych przez ludzi, prawdopodobnie starszym od tkactwa. Ślady filcu datowane na 6500 lat p.n.e. znaleziono na terenie dzisiejszej Turcji. Zaawansowane techniczne wyroby filcowe znaleziono także w wiecznej zmarzlinie na Syberii z około 600 roku n.e.
Filc jest wciąż wytwarzany przez nomadyczną ludność środkowej Azji, gdzie jest typowym materiałem do wyrobu dywanów, koców i ubrań. Inne, na przykład dekorowane papcie, są wytwarzane z przeznaczeniem na sprzedaż turystom.